# Efferia badiapex
Efferia badiapex är en tvåvingeart som först beskrevs av Stanley Willard Bromley 1928.  Efferia badiapex ingår i släktet Efferia och familjen rovflugor. Inga underarter finns listade i Catalogue of Life.